# 池坊専応

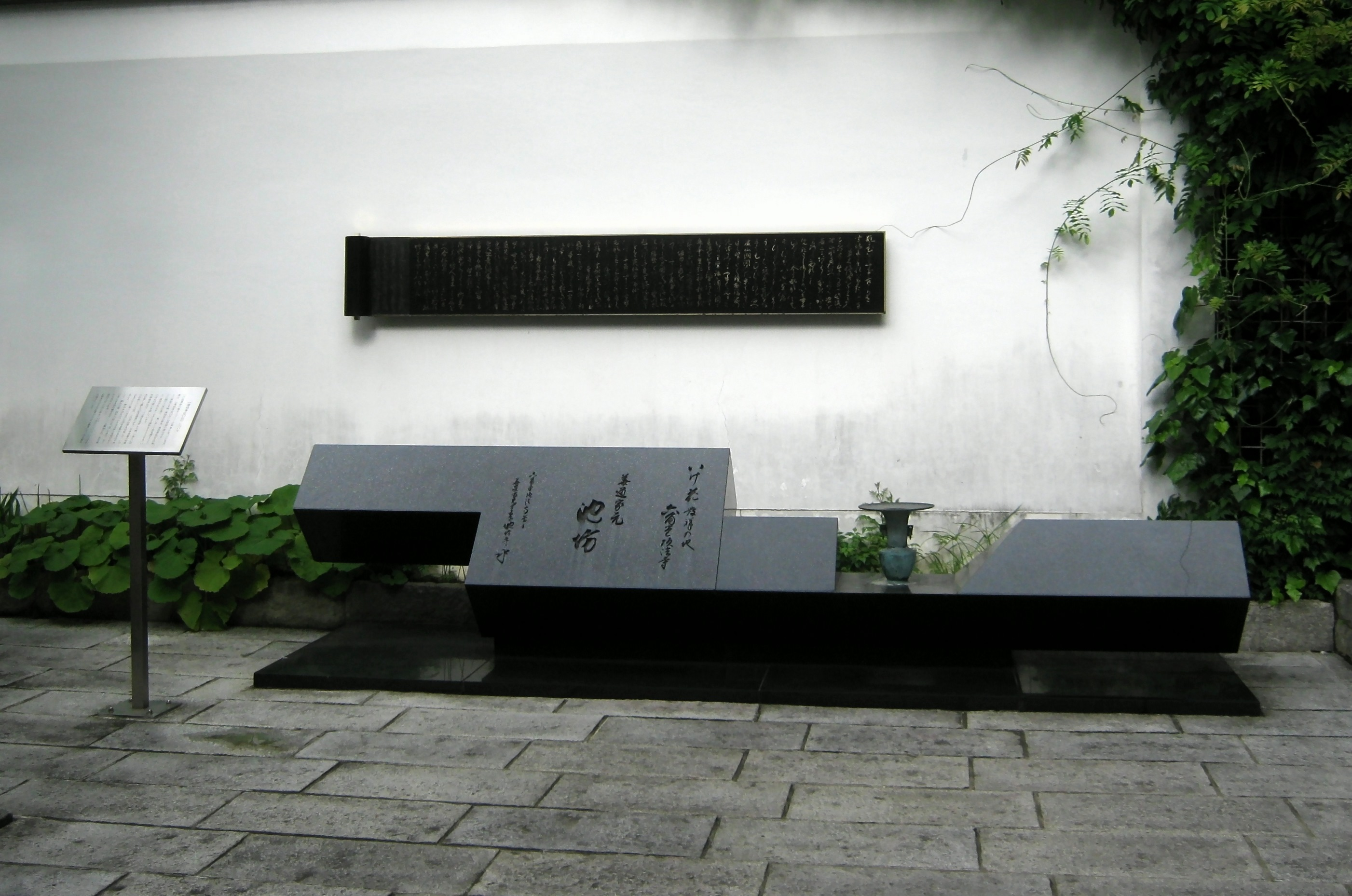
いけ花発祥の地モニュメント、背景の文書は池防専応口伝の冒頭、六角堂、京都市中京区

池坊専応（いけのぼう せんおう、文明14年（1482年） - 天文12年（1543年））は、戦国時代の京都頂法寺（六角堂）の僧・立花師。
天文年間（1532年 - 1555年）頃、立花の流派池坊を造形芸術にまで高めて、立花の体系化をはかり、池坊が立花界の主流となるきっかけを作った。晩年の口伝書「池坊専応口伝」は代々継承され、池坊華道の基本となるものとして「大巻」の名で呼ばれ、現在でも門弟に授けられている。